# 1956 en Inde
Chronologie de l'Inde
- 1952
- 1953
- 1954
- 1955
- 1956
- 1957
- 1958
- 1959
- 1960

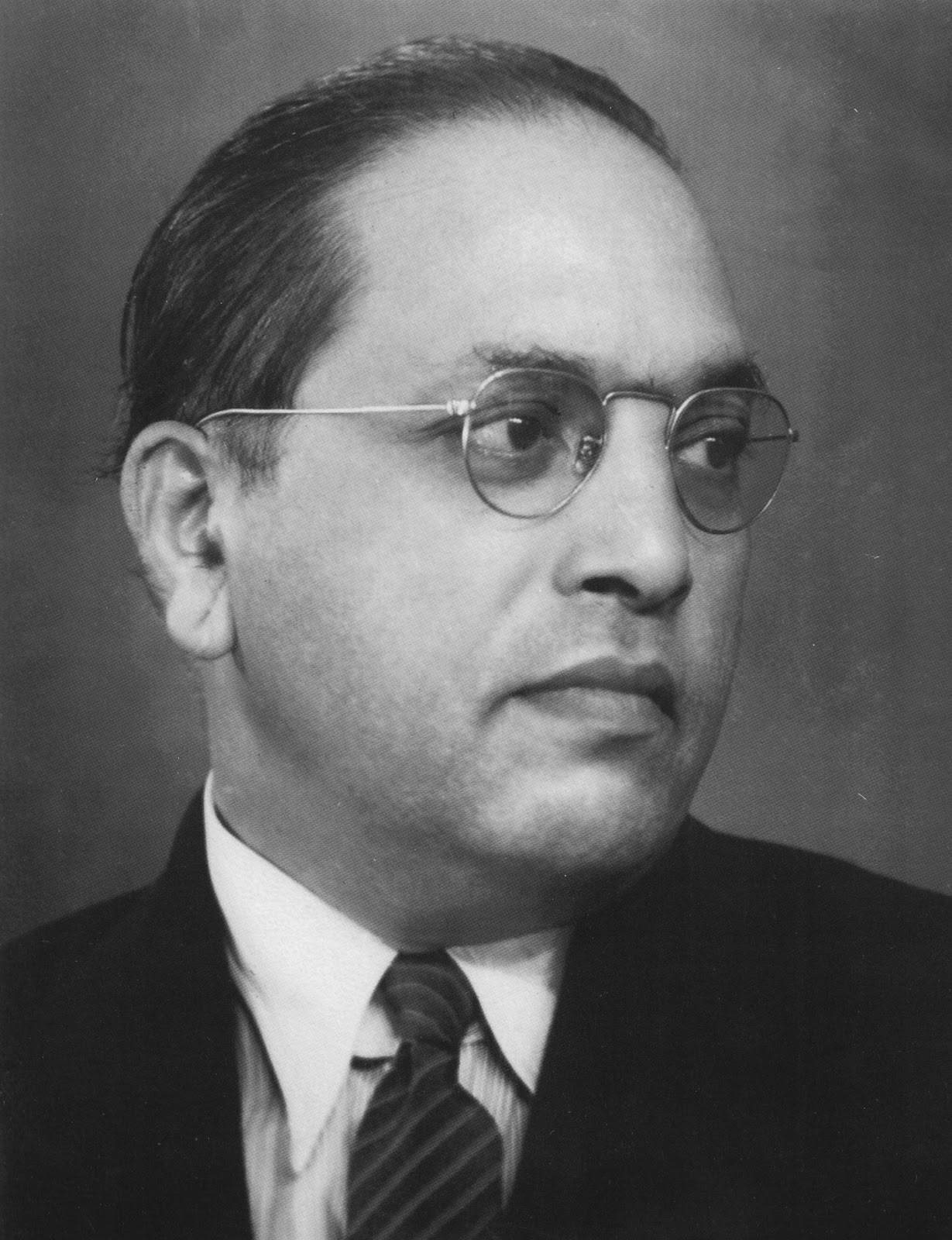
Bhimrao Ramji Ambedkar, leader des intouchables organise la première conversion en masse de ses compagnons hors-caste : en présence de quelque 380000 intouchables rassemblés à Nagpur.

Cette page concerne les évènements survenus en 1956 en Inde  :

## Évènement
- Résolution sur la politique industrielle de 1956 (en), considérée comme la Constitution économique de l'Inde.
- 20 février : Gentlemen's Agreement de 1956 (en) sur la formation de l'Andhra Pradesh.
- 1er mai : Sixième amendement de la Constitution de l'Inde (en).
- 21 juillet : Séisme de 1956 d'Anjar (en)
- 8 août : Début du mouvement Mahagujarat (en) exigeant la création de l'État du Gujarat pour les personnes parlant le gujarati à partir de l'État bilingue de Bombay en Inde en 1956. Il aboutit à la formation du Gujarat, le 1er mai 1960.
- 14 octobre : Bhimrao Ramji Ambedkar, leader des intouchables organise la première conversion en masse de ses compagnons hors-caste : en présence de quelque 380 000 intouchables rassemblés à Nagpur.
- 1er novembre : Réorganisations des États indiens
  - Andhra Pradesh (1956–2014) (en)
- 17 novembre : Constitution de l'État du Jammu-et-Cachemire (en)

## Cinéma
- 3e cérémonie des Filmfare Awards
- 3e cérémonie des National Film Awards (en)

Sortie de film
- Héritage moral
- L'Invaincu
- Sailaab

## Littérature
- Chemmeen (en), roman de Thakazhi Sivasankara Pillai (en)
- The Room on the Roof (en), roman de Ruskin Bond (Prix John-Llewellyn-Rhys, en 1957)
- Train to Pakistan (en), roman historique de Khushwant Singh

## Création
- Life Insurance Corporation of India
- Karnataka Rajyotsava (en)
- Samyukta Maharashtra Samiti (en)

## Dissolution
- Hathwa Raj (en)
- État d'Hyderabad (1948-1956)
- Madhya Bharat (en)
- Vindhya Pradesh (en)